# Dipterocarpus retusus
Dipterocarpus retusus es una especie de árbol de grandes dimensiones, y probablemente la especie más conocida del género Dipterocarpus. En jemer se lo denomina chhë tiël pré:ng, y  东京龙脑香 dong jing long nao xiang en chino.

## Distribución
Es nativo de China, Vietnam, Filipinas, Laos, Camboya, Malasia, Indonesia, Myanmar, e India.

## Hábitat
El árbol alcanza una altura de 20 a 30 m, y en Camboya existen densos bosques de esta especie en las planicies, es común en los faldeos de las montañas y junto a ríos y en bosques entre los 800m y 1500msnm.

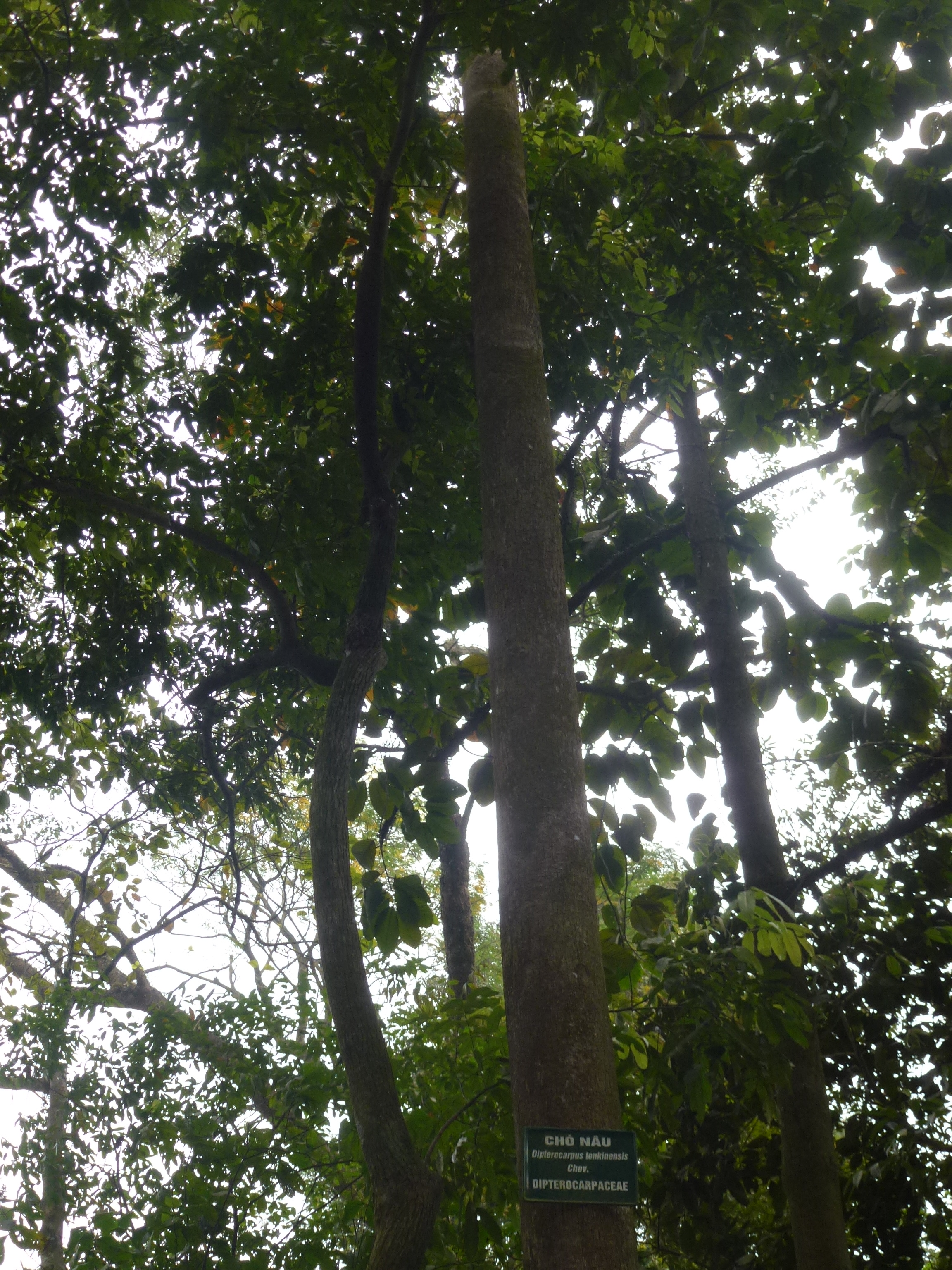
Dipterocarpus retusus en Vietnam

## Descripción
Dipterocarpus retusus es un árbol grande que puede alcanzar hasta los 45 m de altura. Su corteza es de color gris o escamas de color marrón en parches. Las hojas son coriáceas ampliamente ovadas, miden 16 a 28 cm de largo, contienen de 16 a 19 pares de costillas que sobresalen y terminan en un punto en el ápice. Su margen es entero o sinuado-crenado. Las flores se agrupan en perfumados racimos axilares desde agosto a octubre y contienen de 2 a 5 flores cada uno. El cáliz está formado por dos segmentos largos y tres cortos  triangulares. La corola se compone de cinco pétalos blancos con una banda de color rojizo, estrechamente elípticas y miden de 5 a 6 cm de largo.  El fruto es una núcula ovoide y tomentosa, se extiende por los segmentos del cáliz rojizo, dos de los cuales son muy alargados y miden 19-23 cm de largo y 3-4 cm de ancho (de ahí el nombre del género "dipterocarpos" o "alas en semillas"). La floración se produce entre mayo y junio y los frutos maduran en diciembre o enero.

## Usos
Es famoso por su madera y su resina. En Camboya, la resina es recolectada en las regiones montañosas, para fabricar antorchas y velas, mientras que la madera es utilizada para construcción de columnas y tableros.

## Taxonomía
Dipterocarpus retusus fue descrita por Carl Ludwig Blume y publicado en Catalogus ... 1823: 77. 1823.
Sinonimia
- Dipterocarpus austroyunnanicus Y.K. Yang & J.S. Wu
- Dipterocarpus luchunensis Y.K. Yang & J.K. Wu
- Dipterocarpus macrocarpus Vesque
- Dipterocarpus mannii King ex Kanjal, P.C.Kanjal & D.Das
- Dipterocarpus occidentoyunnanensis Y.K. Yang & J.K. Wu
- Dipterocarpus pubescens Koord. & Valeton
- Dipterocarpus spanoghei Blume
- Dipterocarpus tonkinensis A.Chev.
- Dipterocarpus trinervis Blume[5]